# Cicloplejia
Los términos cicloplejia o cicloplejía suelen usarse indistintamente para referirse al mismo evento fisiológico, también llamado "dilatación pupilar", relacionado con la midriasis.
Se llama cicloplejía a la parálisis del músculo ciliar.

## Explicación
El músculo ciliar se encuentra en el interior del ojo y gracias al mismo se produce la acomodación. Mediante el proceso de acomodación el cristalino cambia de forma y podemos ver con nitidez los objetos cercanos.[cita requerida]
Cuando se produce cicloplejia no es posible realizar la acomodación y si dirigimos la mirada a objetos que se encuentran próximos, no se es capaz de distinguirlos con claridad pues aparecen desenfocados y generalmente terminan por producir dolor de cabeza. 
En la ciclopejia, los músculos que controlan la acomodación están paralizados, es decir, los músculos que ayudan a ver cuando se cambia el enfoque de la visión de lejos a cerca no están funcionando como deberían. Los casos se dan generalmente en niños y personas jóvenes que pasan demasiado tiempo frente a una pantalla de luz que puede ser la TV, videojuegos, tabletas y teléfonos celulares, ya que estos evitan el parpadeo y de allí se produce la parálisis del músculo ciliar.
No hay un tratamiento específico indicado, solo el reducir el factor de riesgo, es decir, disminuir las horas de exposición a la luz digital o en algunos casos abandonarlos totalmente; por ende, el mejor tratamiento es el reposo ocular para que el músculo ciliar se recupere de la parálisis. Se recomienda la lectura diaria de libros con presencia de buena luz.

## Utilidad en oftalmología
En oftalmología a veces se induce intencionadamente cicloplejia mediante la aplicación en el ojo de colirios con sustancias que tienen este efecto. Las más utilizadas son atropina, ciclopentolato, homatropina, fenilefrina, escopolamina y tropicamida. Ellas actúan mediante un bloqueo parasimpático, por lo que tienen una acción parasimpaticolítica, con excepción de la fenilefrina, que tiene efecto simpaticomimético.
Interesa inducir cicloplejia en el tratamiento de algunas enfermedades oculares como la uveítis y para medir con exactitud los defectos de refracción (como la hipermetropía) sobre todo en niños o en casos de ambliopía.
Las sustancias que se emplean para inducir cicloplejia son también midriáticas, es decir, dilatan la pupila y en muchas ocasiones se utilizan con esta finalidad. Esto ocurre por ejemplo cuando el médico desea examinar la retina y precisa dilatar la pupila del paciente para poder realizar la exploración.